# Moritz Hauptmann
Moritz Hauptmann (Dresda, 13 ottobre 1792 – Lipsia, 3 gennaio 1868) è stato un compositore e musicologo tedesco.

## Biografia
Studiò violino sotto la guida di Scholz, pianoforte con Franz Lanska, composizione con Francesco Morlacchi e Louis Spohr, con il quale strinse una grande amicizia.
Nel 1812 fu accettato come violinista nell'Orchestra di corte di Dresda, dove restò per tre anni. Successivamente è andato in Russia, dove ha principalmente tenuto lezioni private di musica. 
Nel 1820 tornò in Germania e per un certo periodo lavorò come architetto, anche se i suoi maggiori interessi riguardarono la musica e difatti nel 1822 entrò nella orchestra di Kassel.
Nel 1842 ottenne, grazie alla raccomandazione di Felix Mendelssohn, l'incarico di cantore della Thomasschule nella città di Lipsia. Negli anni successivi ottenne il posto di insegnante di teoria musicale al Conservatorio. Tra i  suoi allievi celebri annoveriamo Hans von Bülow, József Joachim, Friedrich Curschmann, Salomon Jadassohn, Karl Juljewitsch Davydov, Gustav Graben Hoffmann, Norbert Burgmüller, Hugo Staehle, Ferdinand David, Arthur Sullivan ed Oscar Paul.
Nel frattempo collaborò con varie riviste musicali e fu il promotore e il fondatore, assieme a Robert Schumann, della Bach-Gesellschaft, di cui divenne presidente. Si impegnò anche alla stesura dei volumi antologici delle opere di Bach.
Non smise mai di effettuare studi scientifici e matematici sul significato della musica e il frutto di tali ricerche fu il suo trattato Die Natur der Harmonik und Metrik (1853), nel quale emerse un modello filosofico di spiegazione della varie forme musicali.
Come teorico musicale e pedagogo musicale, godette di un'ottima reputazione, specialmente nella seconda metà del XIX secolo.  I suoi scritti teorici musicali suscitarono grande scalpore in quel periodo.
Le composizioni di Hauptmann comprendono sia opere sacre che profane. Tra le sue opere principali sono da annoverare mottetti, salmi, una messa vocale, canti sacri e profani, sonate per violino, quartetti, duetti per violino.
Nel 1873 una strada di Lipsia e di Dresda sono state dedicate alla sua memoria (Hauptmannstraße).

## Opere

### Composizioni
- Wunderbar ist mir geschehn;
- Himmelslicht;
- Wandrers Nachtlied;
- Die Nacht ist gekommen;
- Frühlingsliebe;
- Mailied;
- Abendruhe;
- Frühzeitiger Frühling;
- Herr, höre mein Gebet;
- Gebet "Gott sei uns gnädig";
- Lobe den Herrn, meine Seele;
- Salve Regina;
- Morgengesang "Komm, lasset uns";
- Christe, du Lamm Gottes;
- Wer unter dem Schirm des Höchsten;
- Lauda anima mea Dominum;
- Salvum fac regem, Domine (Verleih uns Frieden, Herr und Gott);
- Meine Seel ist stille zu Gott (sul Salmo 62) op. 53;
- Herr, ich schrei zu dir;
- Canzoni per voce solista e pianoforte;

### Scritti
- Die Natur der Harmonik und der Metrik: zur Theorie der Musik, Lipsia, 1853;
- The nature of harmony and metre, Londra, 1893.